# Paul Franklin
Paul Franklin, född 31 maj 1954 i Detroit i Michigan, är en amerikansk multi-instrumentalist men mest känd för sitt jobb på pedal steel guitar. Han började sin karriär under 70-talet med att spela tillsammans med Barbara Mandrell, och senare också Mel Tillis och Jerry Reed. Han blev en mycket produktiv sessionsmusiker runt Nashville, och har spelat på mer än 500 album.

## Samarbeten
Andra band och musiker han har spelat med är bland annat Sting, George Strait, Alan Jackson, Shania Twain, Barbra Streisand, Reba McEntire, Patty Loveless, Kathy Mattea och Megadeth.
Franklins mest framträdande jobb gjordes troligen med Dire Straits på deras album On Every Street (1991) och på efterföljande världsturné (-91, -92).